# Ailly-sur-Noye
Ailly-sur-Noye je francouzská obec v departementu Somme v regionu Hauts-de-France. V roce 2012 zde žilo 2 853 obyvatel. Je centrem kantonu Ailly-sur-Noye.

## Sousední obce
Essertaux, Flers-sur-Noye, Guyencourt-sur-Noye, Chaussoy-Epagny, Jumel, Lawarde-Mauger-l'Hortoy, Louvrechy, Mailly-Raineval, Remiencourt, Rouvrel

## Vývoj počtu obyvatel
Počet obyvatel